# Élections municipales et départementales uruguayennes de 2020
Les élections municipales et départementales uruguayennes de 2020 ont lieu le 27 septembre 2020 afin de renouveler les assemblées des 19 départements et des 112 municipalités de l'Uruguay. 
Initialement prévues pour le 10 mai 2020, les élections sont reportées au 4 octobre 2020 au plus tard en raison de la progression de la pandémie de Covid-19 dans le pays. Cette décision fait l'objet d'un vote unanime des parlementaires en avril. Les élections sont par la suite fixées en septembre.